# Жук (Marvel Comics)
Жук (англ. Bug) — вигаданий супергерой з коміксів американського видавництва Marvel Comics. Спочатку є членом Мікронавтів, а пізніше — членом другого складу Вартових галактики.
Коли Жук дебютував у коміксі Micronauts #1 (січень 1979), він був також відомий як Галактичний воїн, взявши це ім'я від фігурки з іграшкової лінійки Мікронавтів, на якій базувалася серія коміксів. Всі персонажі іграшок належали компанії Takara Co., Ltd., а всі оригінальні персонажі — компанії Marvel. Починаючи з четвертого випуску, псевдонім Галактичний воїн зник. Це було зроблено після того, як Marvel зрозуміли, що оскільки дизайн персонажа не схожий на іграшку, вони можуть взяти на себе право власності, якщо використають іншу назву.

## Історія публікації

### Мікронавти
Жук з'являвся як персонаж протягом усього випуску Micronauts, починаючи з першого випуску і до випуску #59, датованого серпнем 1984 року, останнього випуску серії. Через кілька місяців Marvel перезапустив серію з Micronauts: The New Voyages #1 (жовтень 1984 року), де Жук знову з'явився як головний герой. Ця друга серія тривала до випуску #20 (травень 1986).

## Поза коміксами

### Кіновсесвіт Marvel
- В інтерв'ю про фільм «Вартові галактики» режисер і сценарист Джеймс Ґанн розповів, що Жук був у попередньому сценарії фільму як член команди. Пізніше він розповів, що навряд чи з'явиться в будь-якому майбутньому проєкті Кіновсесвіту Marvel, оскільки Marvel не володіє правами на персонажа, уточнивши, що права на Жука все ще належать Hasbro.
- У фільмі «Людина-мураха та Оса: Квантоманія» з'являється персонаж, на ім'я Веб, озвучений Девідом Дастмалчіаном, який має певну схожість з Жуком.